# Тигхадоуини, Аднан
Аднан Тигхадоуини (нидерл. Adnane Tighadouini; родился 30 ноября 1992 года в Эде, Нидерланды) — марокканский футболист, игравший на позиции вингера. Выступал за сборную Марокко.

## Клубная карьера
Тигхадоуини — воспитанник клуба «Витесс». 24 апреля 2011 года в матче против «Утрехта» он дебютировал в Эредивизи, заменив во втором тайме Дави Прёппера. В этом же поединке Аднан забил свой первый гол за команду. В начале 2012 года для получения игровой практики он перешёл в «Волендам». 13 января в матче против «Гоу Эхед Иглз» Тигхадоуини дебютировал в Эрстедивизи. 9 апреля в поединке против «Осса» он забил свой первый гол за новую команду. Летом Аднан вновь был отдан в аренду. Его новым клубом стал «Камбюр». 31 августа в матче против «Гоу Эхед Иглз» Тигхадоуини дебютировал за новый клуб. 30 ноября в поединке против «Телстара» Аднан сделал «дубль», забив свои первые голы за «Камбюр». По итогам сезона он помог команде выйти в элиту.
В начале 2014 года Тигхадоуини перешёл в НАК Бреда. 18 января в матче против АЗ он дебютировал за новый клуб. 8 февраля в поединке против «Роды» Аднан забил свой первый гол за НАК.
Летом 2015 года Тигхадоуини перешёл в испанскую «Малагу». Сумма трансфера составила 1,2 млн евро. 13 сентября в матче против «Эйбара» Аднан дебютировал в Ла Лиге, заменив в конце второго тайма соотечественника Нордина Амрабата. 24 октября в поединке против «Депортиво Ла-Корунья» Аднан забил свой первый гол за «Малагу». В начале 2016 года он на правах аренды перешёл в турецкий «Кайсериспор». 6 февраля в матче против «Мерсин Идманюрду» Тигхадоуни дебютировал в турецкой Суперлиге. Летом того же года Аднан на правах аренды вернулся в «Витесс». По итогам сезона Тигхадоуни помог команде выиграть Кубок Нидерландов.
Летом 2017 года Аднан на правах аренды перешёл в «Твенте». 10 сентября в матче против роттердамской «Спарты» он дебютировал за новую команду.

## Международная карьера
В 2012 году в составе молодёжной сборной Марокко Тигхадоуини принял участие в Турнире в Тулоне.
15 ноября 2015 года в отборочном матче чемпионата мира 2018 против сборной Экваториальной Гвинеи Аднан дебютировал за сборную Марокко.

## Достижения
«Витесс»
- Обладатель Кубка Нидерландов — 2016/17